# Becample cuallarg
El becample cuallarg(Psarisomus dalhousiae) és una espècie d'ocell de la família dels eurilaimids (Eurylaimidae) i única espècie del gènere Psarisomus Swainson, 1837. Habita boscos i zones amb bambú a l'Himàlaia del nord de l'Índia, el Nepal, Bangladesh, Myanmar, sud de la Xina, Sud-est Asiàtic, Sumatra i nord-oest de Borneo.